# Soft sensor
Soft sensor (del inglés software sensor) o sensor virtual es un nombre común para el software en el que se procesan múltiples mediciones juntas. 
Normalmente, los sensores blandos se basan en la teoría de control y también reciben el nombre de observador de estado . Puede haber decenas o incluso cientos de mediciones. La interacción de las señales se puede utilizar para calcular nuevas cantidades que no necesitan medirse. Los sensores blandos son especialmente útiles en la fusión de datos, donde se combinan mediciones de diferentes características y dinámicas. Se puede utilizar para el diagnóstico de fallas y aplicaciones de control.
Los algoritmos de software más conocidos que pueden considerarse como soft sensors incluye los filtros de Kalman. Las implementaciones más recientes de soft sensors utilizan redes neuronales o computación difusa.

## Clases

### Basados en modelos (Model-driven)
Estos sensores requieren un conocimiento profundo del mecanismo del proceso y se desarrollan principalmente para la planificación y diseño de las plantas de procesamiento, por lo que suelen centrarse en la descripción de los estados estables ideales de los procesos, lo cual es solo una de sus limitaciones que dificulta basar en ellos los sensores blandos.

## Aplicaciones
Ejemplos de aplicaciones de soft sensors:
- Filtros de Kalman para estimar la ubicación.
- Estimadores de velocidad en motores eléctricos.
- Estimación de datos de procesos utilizando redes neuronales autoorganizadas.
- Computación difusa en el control de procesos.
- Estimadores de calidad de los alimentos [1]